# Virginia Lancers
Virginia Lancers byl profesionální americký klub ledního hokeje, který sídlil ve Vintonu ve Virginii. V letech 1988–1990 působil v profesionální soutěži East Coast Hockey League. Před vstupem do ECHL působil v Atlantic Coast Hockey League a All-American Hockey League. Lancers ve své poslední sezóně v ECHL skončily ve čtvrtfinále play-off. Své domácí zápasy odehrával v hale LancerLot Sports Complex. Klubové barvy byly modrá, červená a bílá.
Zanikl v roce 1990 přetvořením frančízy v tým Roanoke Valley Rebels.

## Úspěchy
- Vítěz ACHL ( 1× )
  - 1986/87

## Přehled ligové účasti
Zdroj: 
- 1983–1987: Atlantic Coast Hockey League
- 1987–1988: All-American Hockey League
- 1988–1990: East Coast Hockey League